# Emanuel Torró García
Manuel Torró Garcia (ur. 2 lipca 1902, zm. 21 września 1936) – hiszpański męczennik, błogosławiony Kościoła katolickiego.
Pochodził z religijnej rodziny. Był żonaty. Ponadto był członkiem Akcji Katolickiej. Podczas wojny domowej w Hiszpanii został zamordowany w wieku 34 lat.
Został beatyfikowany w grupie Józef Aparicio Sanz i 232 towarzyszy przez papieża Jana Pawła II 11 marca 2001 roku.